# Svatá říše římská
Svatá říše římská (latinsky Sacrum Imperium Romanum, německy Heiliges Römisches Reich), do roku 1157 Říše římská (Romanum imperium), byla mnohonárodnostním státem a později velmi volným svazkem mnoha politických útvarů, který se rozkládal ve střední Evropě v letech 962–1806. Říše se zprvu skládala ze tří velkých království (tzv. tria regna) německého, italského (od roku 951), arelatského (od roku 1032), dále německých kmenových knížectví, českého knížectví a dalších stovek menších knížectví, vévodství, hrabství, knížecích biskupství, svobodných říšských měst a jiných oblastí. Od 15. století se začal užívat rozšířený název Svatá říše římská národa německého (latinsky Sacrum Romanum Imperium Nationis Germanicæ, německy Heiliges Römisches Reich Deutscher Nation), či jen římskoněmecká říše, ale spíše jen v částech říše s německým obyvatelstvem.
Říši roku 962 založil Ota I. Veliký, který tak navázal na starověkou římskou říši a na její obnovení Karlem Velikým roku 800 (karolínská říše). Císaře Svaté říše římské vybírali volitelé, kurfiřti, přesto se některým dynastiím ve středověku dařilo obhájit titul dědičně. Byli to zejména Otoni, sálská dynastie, Štaufové a Lucemburkové. Od 15. století se říše stala prakticky dědičnou v dynastii Habsburků a její lotrinské linii, ač dědičně vládla jen v dědičných zemích. Zvolený panovník se musel nechat papežem korunovat na císaře. V 16. století byla povinnost korunovace papežem zrušena.
Říše byla zrušena římským a rakouským císařem Františkem I. v roce 1806 poté, co Napoleon Bonaparte založil Rýnský spolek.

## Název Říše

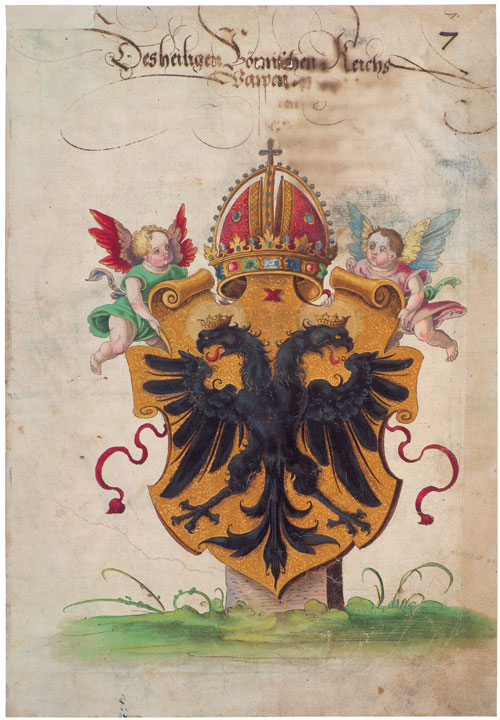
Iluminace císařského znaku s dvouhlavým orlem, 1540

Až do roku 1157 se říše označovala jen jako Říše římská, resp. římská říše. Přídomek „svatá“ byl přidán toho roku císařem Fridrichem Barbarossou, který chtěl změnou názvu demonstrovat svrchovanost Říše nad územím Itálie včetně Papežského státu. Názvu Svatá říše římská se začalo široce užívat až ve 13. století. Do té doby existovaly ještě jiné pojmy jako například imperium christianum (křesťanská říše), universum regnum a stále také Romanum imperium, tj. římská říše.
Teprve na říšském sněmu konaném v roce 1512 v Kolíně nad Rýnem bylo rozhodnuto o názvu Svatá říše římská národa německého. Tento název se ale začal objevovat v písemnostech již dříve, první zmínka se dochovala z roku 1474. Takto byla říše nazývána beze změny až do konce 18. století.

## Historie
Dne 25. prosince 800 papež Lev III. korunoval franského krále Karla Velikého na císaře říše římské, který se stal na území západní Evropy prvním císařem po více než 300 letech. Až do roku 899 (s menší přestávkou) tento titul získávali členové dynastie Karla Velikého, Karlovci. Poté je vystřídali členové různých italských dynastií až do roku 924. Pak byl trůn neobsazený do roku 962, kdy byl na císaře korunován Ota I. Veliký, který sám sebe označoval za pokračovatele Karla Velikého.

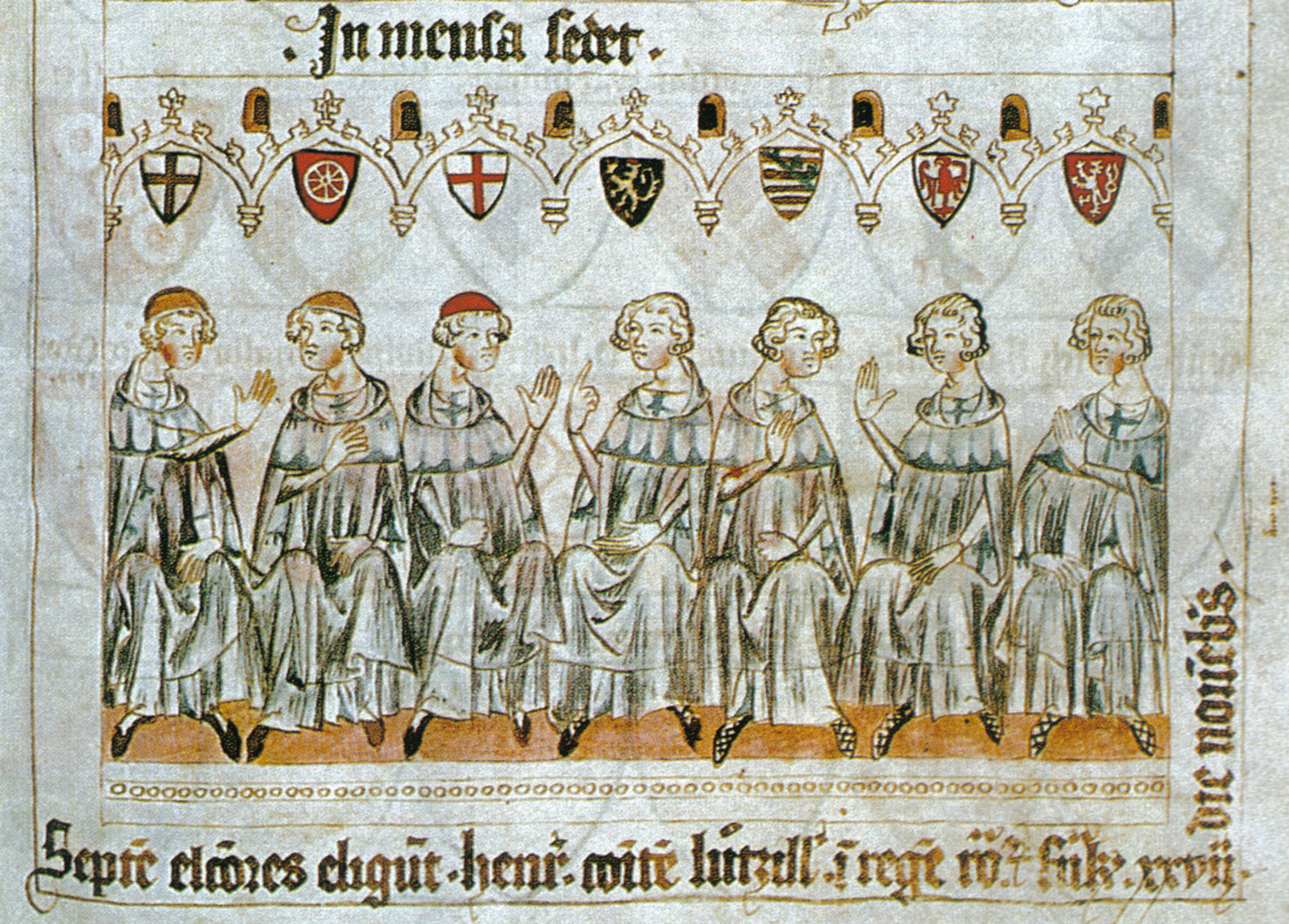
Kurfiřti volí Jindřicha VII. římským králem.

V kratší podobě Imperium Romanum, římská říše, byl tento název užíván již v dobách Karla Velikého, ale teprve od vlády východofranského krále Oty I. (936–973) lze hovořit o vzniku státního celku, který se s tímto názvem kontinuálně identifikoval. To, že se tak stalo právě ve východní části bývalé franské říše, souviselo především mimořádnou slabostí západofranské / francouzské monarchie v raném středověku. Oproti tomu východní část bývalé Franské říše disponovala silnou vládou Oty I. a jeho nástupců. Navíc Ota I. zahájil dlouho nepřerušenou tradici císařských korunovací v Římě. Již od panování Konráda II. ze sálské dynastie, konkrétně od roku 1034, se proto název Imperium Romanum stal oficiálním pojmenováním někdejší východofranské monarchie. Přívlastek sacrum, doložený až v listinách Fridricha I. Barbarossy (1152–1190), měl zdůraznit sakrální povahu středověké říše, zejména ve vztahu k církvi.

Císařský dvouhlavý orel se znaky jednotlivých států říše, ilustrace Hanse Burgkmaira st. z roku 1510

Od roku 1512 se užíval rozšířený název „Svatá říše římská národa německého“ (Imperium Romanum Sacrum Nationis Germanicæ, Heiliges Römisches Reich Deutscher Nation), avšak pouze pro části říše s německým obyvatelstvem. Teprve od 17. století sílily tendence chápat název Svatá říše římská národa německého jako označení celého teritoria říše, včetně např. Itálie či Burgundska. Formálně říše zanikla 6. srpna 1806, kdy se Habsburk František II. po vojenské porážce Napoleonem v bitvě u Slavkova (viz Prešpurský mír) vzdal titulu římského císaře a místo něj začal na prvním místě užívat titulu císaře rakouského, jenž přijal již roku 1804. O formálnosti lze hovořit proto, že od vestfálského míru (1648) byla Svatá říše římská pouze volným seskupením samostatných států (císař bezprostředně ovládal už jen své vlastní rodové državy).
V německé literatuře se místo názvu Svatá říše římská často používá zjednodušeného označení Německá říše, popř. Římsko-německá říše (někdy i Stará říše v protikladu k moderní Německé říši vytvořené v 19. století). Sacrum Imperium Romanum mělo nicméně po celý středověk univerzalistické, nadnárodní aspirace a tak bylo i chápáno „v cizině“ (jakkoli tam jeho nároky ne vždy uznávali). Nebylo ani státem čistě německým, protože vedle Němců v něm žili i Francouzi, Italové, Nizozemci, Dáni, Češi, Moravané, Slovinci či Lužičtí Srbové. Přesto je převažující německý charakter říše nepopiratelný, už jen vzhledem k tomu, že králové a císaři se až na naprosté výjimky rekrutovali z řad německých knížecích rodů. V dějinách Německa však sehrává institut Svaté říše římské dvojznačnou úlohu. Na jedné straně přinášel císařský titul prestiž a moc, na druhé pro jeho držitele značil velké zahraničně-politické zatížení a nemožnost věnovat se dostatečně místním, "německým", otázkám. A protože do říšské politiky zasahoval papež, který neměl zájem na vytvoření silného a dědičného císařství, zpozdil celý institut Svaté říše formování centrální státní moci v Německu a dokonce i formování moderního německého národa.
Od vrcholného středověku náležely ke Svaté říši římské vedle německých zemí také státy, na nichž se rozkládají moderní Nizozemsko, Belgie, Lucembursko, Švýcarsko, Rakousko, Slovinsko a Česko; dále pak části dnešního Polska (Slezsko, bývalé Zadní Pomořansko a Nová Marka), severní třetina Itálie (Piemont, Lombardie, Tridentsko, Toskánsko), většina pohraničí Francie (Artois, Lotrinsko, Alsasko, část Burgundska, Savojsko a jihovýchodní část Okcitánie) a také jih Dánska (Šlesvicko). Nizozemsko a Švýcarsko přestaly být součástí říše po vestfálském míru, frankofonní kraje ovládla spolu s Alsaskem do konce 17. století Francie. Naopak někdejší německé Východní Prusko nikdy k říši nepatřilo.

### České země v Říši
České knížectví se stalo součástí Svaté říše římské začátkem 11. století. Zlatá bula sicilská roku 1212 potvrdila Přemyslovci Přemyslu Otakarovi I. dědičnou královskou hodnost a další privilegia Českého království. Český panovník měl být napříště osvobozen od všech povinností vůči Svaté říši římské, až na účast na říšských sněmech. Karel IV. byl první český král, který se stal římským císařem (1355), poté i vládcem všech království Svaté říše římské. Také je autorem Zlaté buly, která potvrzovala výjimečné a nezávislé postavení České koruny v rámci říše. V čele říše stál i Karlův syn Václav IV. a jeho bratranec markrabě moravský Jošt (oba jen římskými králi, nekorunováni na císaře). Císařský titul měl Zikmund Lucemburský a poté řada Habsburků na českém trůně. 

### Boje mezi císaři a papeži o investituru

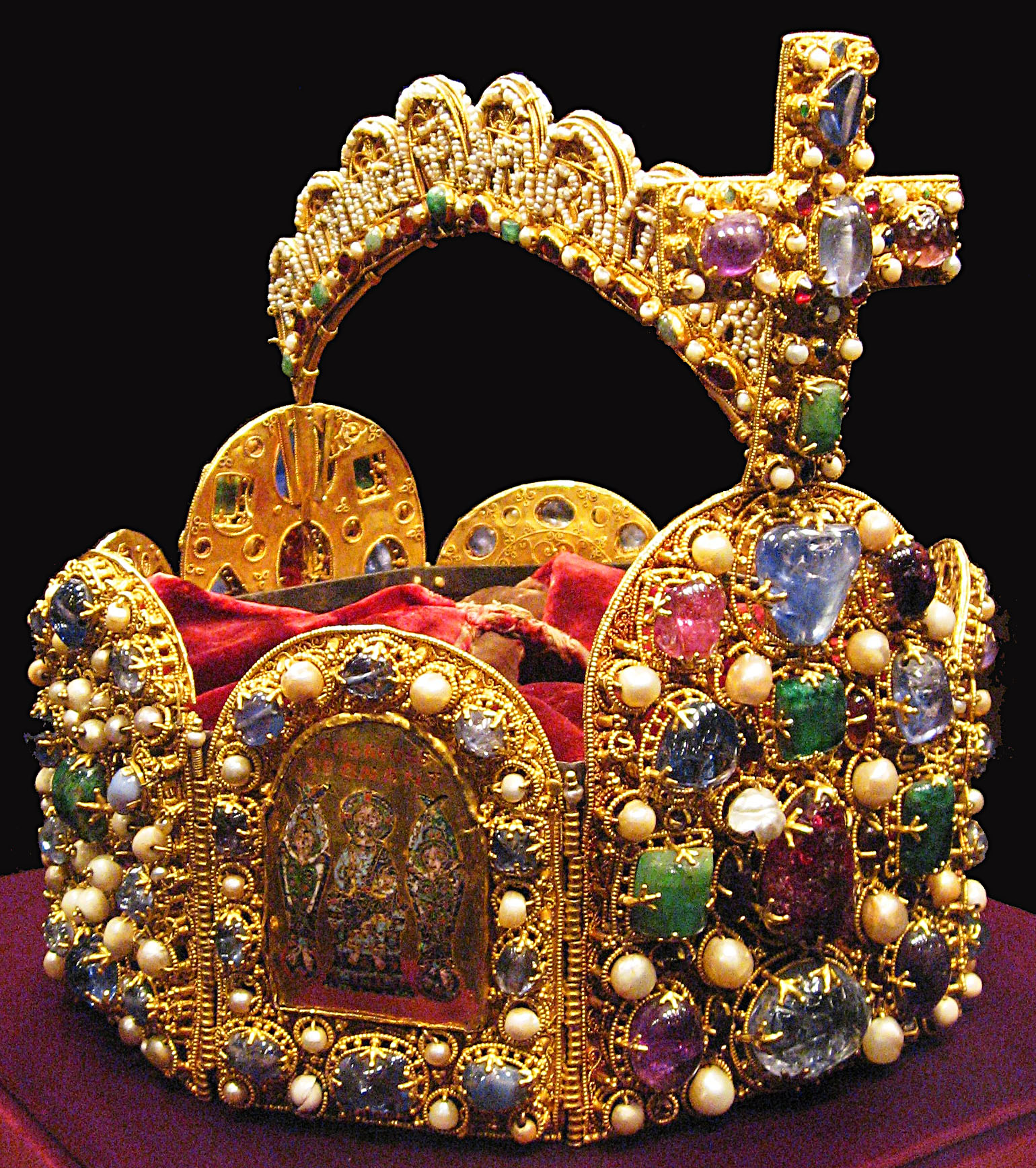
Císařská koruna Svaté říše římské (pohled z boku)

Roku 1073 byl zvolen papežem Řehoř VII. (1073–1085). Byl to ctižádostivý muž, který byl odhodlán získat pro církev výsadní postavení a podřídit její moci i moc světskou. Požadoval, aby jmenování opatů a biskupů bylo záležitostí pouze církve, tedy papeže. Velké války mezi císařem a papežem o jmenování říšských církevních hodnostářů vešly do dějin jako boje o investituru. Byly ukončeny až roku 1122 wormským konkordátem, dohodou mezi papežem Kalixtem II. a císařem Jindřichem V. Znamenalo to dočasné vítězství církve, neboť vliv císaře na jmenování opatů a biskupů byl značně omezen.

### Úsilí o ovládnutí Itálie
Severní část Itálie byla od verdunského dělení součástí Středofranské říše. Pokusy o vytvoření úřední moci zde byly oslabovány stálými boji šlechticů, které vedly k feudální roztříštěnosti. Ve střední Itálii zaujímal významné postavení papežský stát. Za vlády Otonů se dostala severní Itálie do závislosti na Svaté říši římské, zůstávala ale i nadále rozdrobena na samostatné politické útvary, feudální panství, biskupství, města. Závislost na císaři byla pouze formální. Snaha posílit v Itálii císařskou moc je spojena především se jménem Fridricha I. Barbarossy z rodu Štaufů. Podnikl pět válečných tažení za Alpy a s pomocí českého knížete a poté i krále  Vladislava II. dobyl Milán. Itálie se tak rozdělila na dva tábory: na příznivce římsko-německého krále (ghibellini) a na příznivce papeže (guelfové). Císař byl nakonec poražen v bitvě u Legnana roku 1176.

## Územní členění
| stará kmenová knížectví                                                                                | kurfiřtství od 1356 | kurfiřtství (později získaný hlas) |
| --- | --- | --- |
| - Franky (do 939) - Švábsko (do 1268) - Sasko (do 1296) - Bavorsko - Dolní Lotrinsko - Horní Lotrinsko | - České království - Rýnská Falc - Sasko - Braniborsko - Mohučské arcibiskupství - Trevírské arcibiskupství - Kolínské arcibiskupství | - Bavorsko (od 17. století) - Hannoversko (od 17. století) - Bádensko (od 1803) - Hesensko-Kasselsko (od 1803) - Württembersko (od 1803) - Solnohradsko (1803–1805) - Vircpurk (1805–1806) - Řezno |

| říšské kraje vytvořené v roce 1500                                            | sněm ve Špýru (1512) vytvořil tři další                                                          | celky mimo krajské zřízení |
| ----------------------------------------------------------------------------- | ------------------------------------------------------------------------------------------------ | --- |
| - bavorský - francký - saský - švábský - hornorýnský - dolnorýnsko-vestfálský | - rakouský - burgundský - kurrýnský - zároveň byl saský kraj rozdělen: - dolnosaský - hornosaský | - Země Koruny české - Říšská Itálie - Švýcarská konfederace - kraje říšského rytířstva - říšské kláštery - drobná feudální panství - panství s říšským stavovstvím - území v majetku říše atd. |

mapy Svaté říše římské:
Svatá říše římská v 11. století, Německé království s kmenovými vévodstvími (zelené odstíny), Arelatské království (žlutá) a Italské království (červené odstíny)
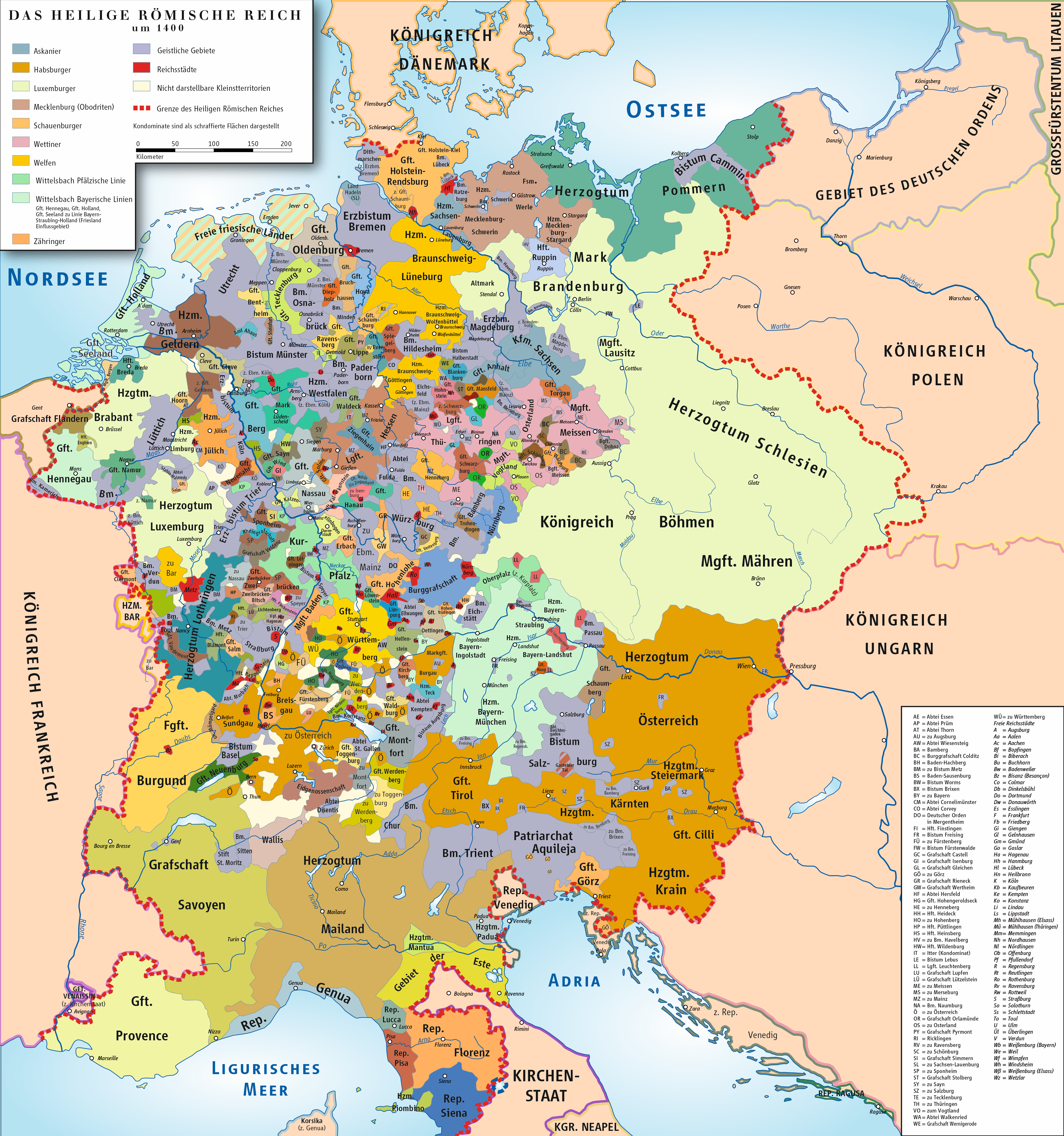
Svatá říše římská kolem roku 1400
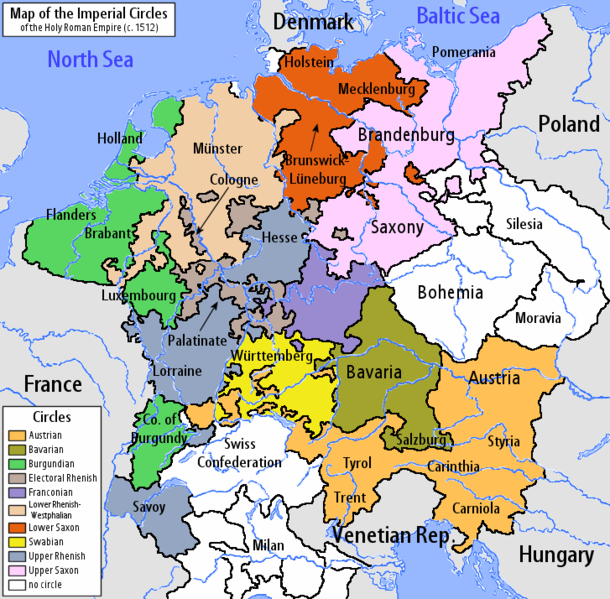
Říšské kraje v roce 1512
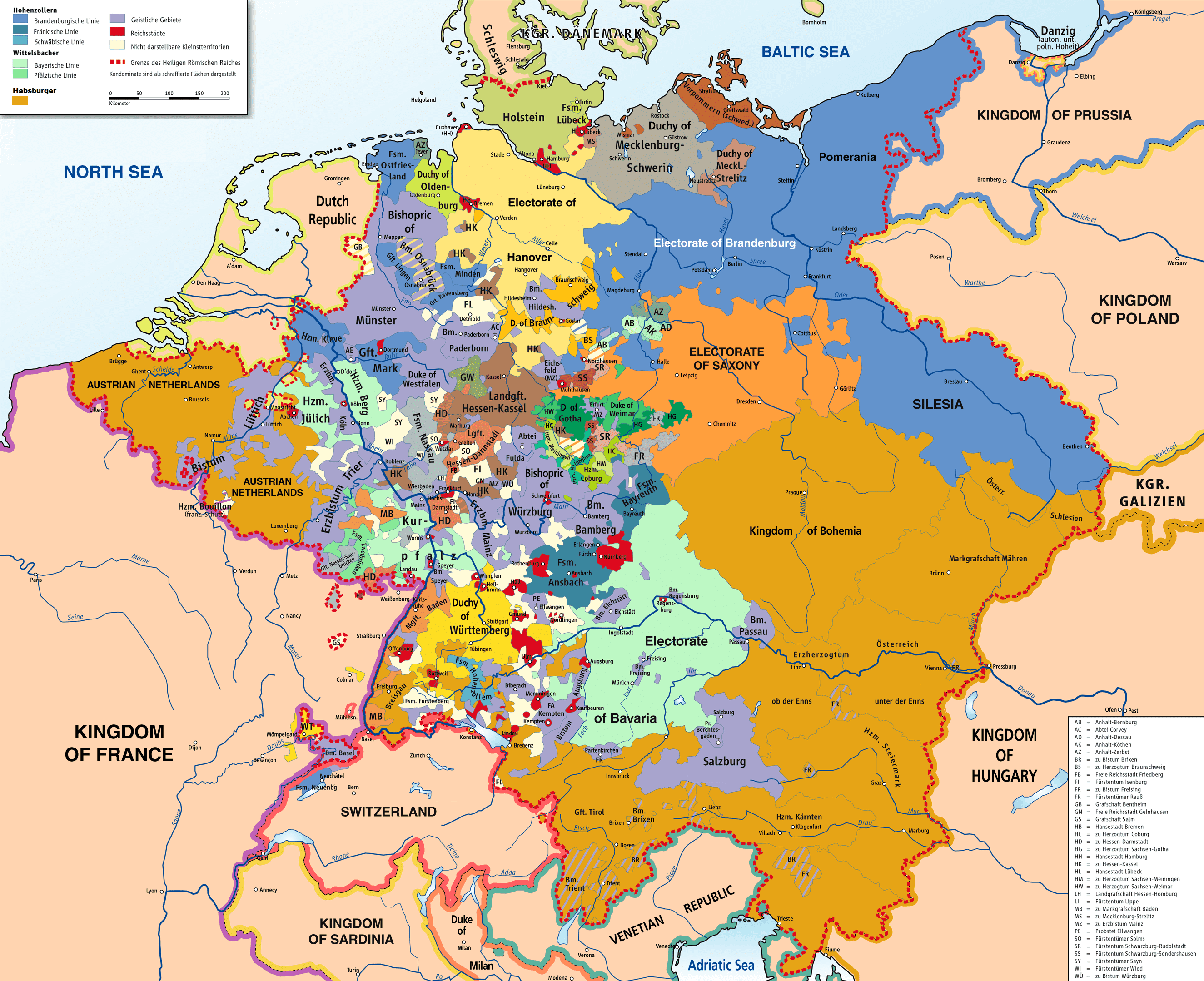
Svatá říše římská v roce 1789